# Нітинол

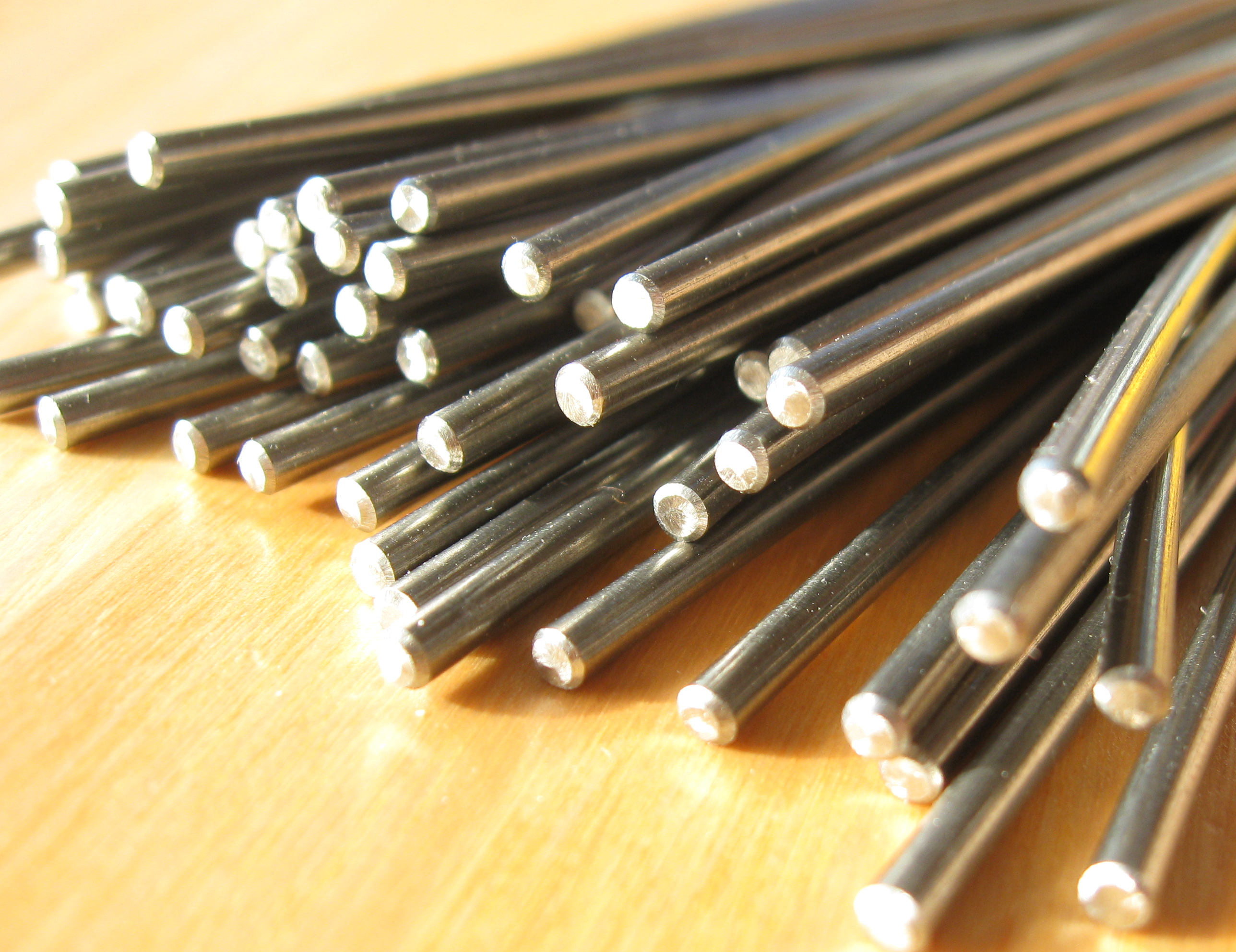
Нітиноловий дріт

Нітинол (англ. nitinol, назва походить від англ. nickel — нікель, англ. titanium — титан, англ. Naval ordnance laboratory, скор. NOL — Лабораторія морської артилерії США) або нікелі́д тита́ну — сплав титану і нікелю, що має високу корозійну і ерозійну стійкість. Процентний вміст титану — 45 %, нікелю — 55 %, що відповідає формулі TiNi, тобто кількості атомів рівні. Незвично те, що даний сплав має властивість пам'яті форми. Якщо деталь складної форми піддати нагріванню до червоного розжарювання, то вона запам'ятає цю форму. Після охолодження до кімнатної температури деталь можна деформувати, але при нагріванні вище 40 °C вона відновить первісну форму. Така поведінка пов'язана з тим, що, фактично, цей матеріал є не типовим сплавом, а інтерметалідом, і при гартуванні взаємне розташування атомів впорядковується, що призводить до запам'ятовування форми.

## Історія

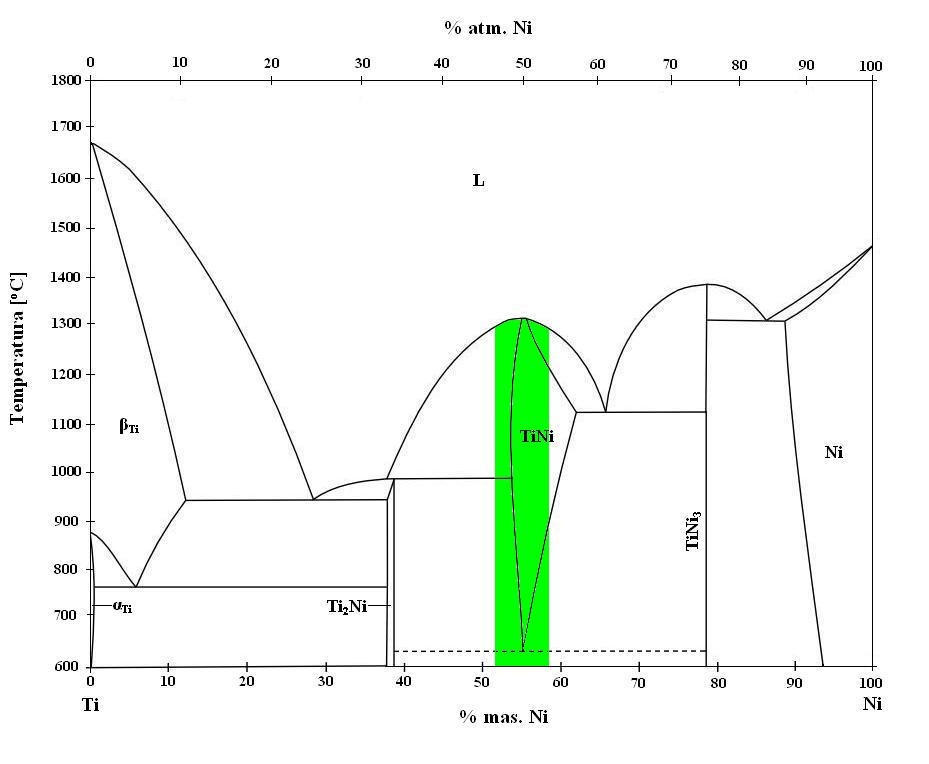
Діаграма стану сплавів системи Ti-Ni (кольором відзначено область існування нітинолу

Радянські металурги Р. В. Курдюмов та Л. Г. Хандрос в 1948 році запропонували сплав, що наділений здатністю після значних пластичних деформацій відновлювати початкову форму при нагріванні до певної температури. В 1982 році   цей винахід було визнано відкриттям (№239 від 25.10.1982 р.) і став відомий як ефект Курдюмова (ефект відновлення заданої конфігурації або ефект пам'яті форми). В 1962 році Вільям Бюлер разом з Фредеріком Ванґом відкрили властивості цього сплаву в ході дослідження у військово-морській лабораторії. Хоча і відразу було усвідомлено потенційне застосування нітинола, реальні спроби комерціалізації сплаву відбулися через десять років. Ця затримка виникла значною мірою через надзвичайні труднощі плавлення, переробки і обробки сплаву.
А загалом відкриття ефекту пам'яті відбулось 1932 року, коли шведський дослідник Арне Оландер першим помітив цю властивість в золото-кадмієвих сплавах. Такий же ефект виявлено у мідно-цинкових сплавах на початку 1950-х.

## Застосування
Матеріал знаходить застосування в медицині, зокрема, для лікування пацієнтів із захворюваннями та травмами опорно-рухового апарату: воронкоподібна деформація грудної клітини, переломи хребців, Hallux Valgus (шишки на ногах) тощо. Також застосовується в стоматології для ортодонтичного лікування: металеві дуги брекет-систем виготовляються з цього матеріалу.